# Eladio Jiménez Sánchez
Eladio Jiménez Sánchez (Ciudad Rodrigo, Salamanca, 10 de març de 1976) és un ciclista espanyol, professional des del 1998 i fins al 2009, quan fou sancionat per dos anys per haver donat positiu en un control antidopatge.

## Biografia
Jiménez va debutar com a professional el 1998 a l'equip Banesto, de la mà de José Miguel Echavarri i Eusebio Unzué. Els seus principals èxits esportius els aconseguí a la Volta a Espanya, en què guanyà tres etapes, els anys 2000, 2004 i 2005.
El 2006 es va veure implicat en l'Operació Port, sent identificat per la Guàrdia Civil com a client de la xarxa de dopatge liderada per Eufemiano Fuentes amb el nom en clau Eladio. Jiménez no fou sancionat per la Justícia espanyola en no ser el dopatge un delicte a Espanya en aquell moment, i tampoc va rebre cap sanció en negar-se el jutge instructor del cas a facilitar als organismes esportius internacionals (AMA, UCI) les proves que demostrarien la seva implicació com a client de la xarxa de dopatge.
El 2009, després d'haver guanyat una etapa a la Volta a Portugal, va donar positiu per EPO en un control antidopatge. Aquest fet li suposà una sanció de dos anys i 8.400 € de multa, i la posterior retirada.

## Palmarès
- 1996
  - Vencedor d'una etapa de la Volta al Bidasoa
- 1997
  - 1r a la Oñati Saria
- 2000
  - Vencedor d'una etapa de la Volta a Espanya
- 2001
  - Vencedor d'una etapa del Gran Premi CTT Correios de Portugal
- 2004
  - Vencedor d'una etapa de la Volta a Espanya
  - Vencedor d'una etapa de la Volta a Catalunya
- 2005
  - 1r a la Bicicleta Basca i vencedor d'una etapa
  - Vencedor d'una etapa de la Volta a Espanya
- 2006
  - Vencedor d'una etapa al Trofeu Joaquim Agostinho
- 2007
  - Vencedor de 2 etapes de la Volta a Portugal
  - Vencedor d'una etapa al Trofeu Joaquim Agostinho
- 2008
  - Vencedor d'una etapa del Circuit de Lorena
  - Vencedor d'una etapa del Gran Premi International CTT Correios de Portugal

### Resultats a la Volta a Espanya
- 2000. 24è de la classificació general. Vencedor d'una etapa
- 2003. 48è de la classificació general
- 2004. 19è de la classificació general. Vencedor d'una etapa
- 2005. 36è de la classificació general. Vencedor d'una etapa

### Resultats al Giro d'Itàlia
- 2000. 46è de la classificació general

### Resultats al Tour de França
- 2001. 105è de la classificació general